# شهرستان الهندیه
شهرستان الهندیه (به عربی: قضاء الهندیة) یک شهرستان و منطقهٔ مسکونی در عراق است که در استان کربلا واقع شده‌است. شهرستان الهندیه ۳۶۰٬۰۰۰ نفر جمعیت دارد و ۳۰ متر بالاتر از سطح دریا واقع شده‌است.